# Hölder-Pichler-Tempsky
Koordinaten: 48° 12′ 55,9″ N, 16° 21′ 25,3″ O
Die Verlag Hölder-Pichler-Tempsky GmbH ist ein österreichischer Schulbuchverlag mit Sitz in Wien. 

## Geschichte
Der Verlag Hölder-Pichler-Tempsky ist ein Familienunternehmen, dessen Geschichte sich bis in das Jahr 1690 zurückverfolgen lässt, damit zählt er zu den ältesten Verlagen der Welt.
Zu den Inhabern des Verlages zählten u. a. Friedrich Tempsky, Georg Freytag und Franz Pichler.